# Jan Olis
Jan Olis (Gorinchem, 1610 ca. – Heusden, 1676) è stato un pittore olandese.

## Biografia

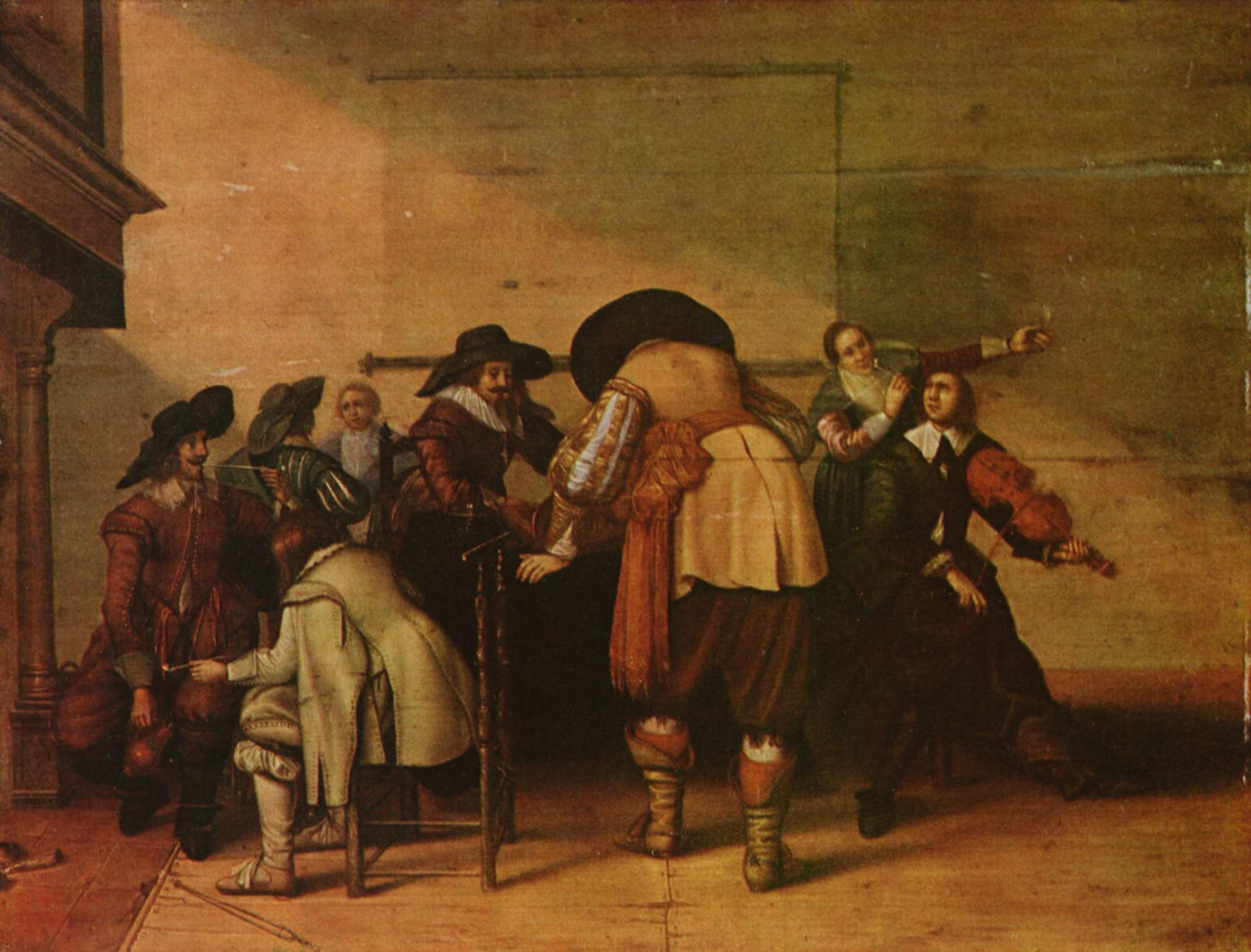
La buona società, Budapest

Menzionato a Roma nel 1631 e iscritto tra il 1632 e il 1635 alla gilda di San Luca di Dordrecht, dipinse scene di genere vicine a quelle di Palamedes, come lo Scienziato ora al Mauritshuis dell'Aia, il Musicista del 1633 della National Gallery di Londra, la Giovane donna del Museo Boijmans Van Beuningen di Rotterdam e la Scena galante del museo di Mâcon.
Nel 1647 eseguì la sua unica Natura morta, ora in una collezione privata, che, per i suoi colori freddi e metallici, è da collegare con il gusto monocromo di Claesz e di Heda.